# 福森雅史
福森 雅史（ふくもり まさふみ、1974年 - 2021年）は、日本の外国語講師。博士（言語文化学）。岡山県出身。没年2021年。

## 人物
日本の非常勤講師。スペイン語・ポルトガル語を専門とする。
京都外国語大学外国語学部、京都外国語大学外国語研究科、大阪外国語大学大学院（博士後期課程）言語社会研究科言語社会（スペイン語）専攻修了。